# Zengidi

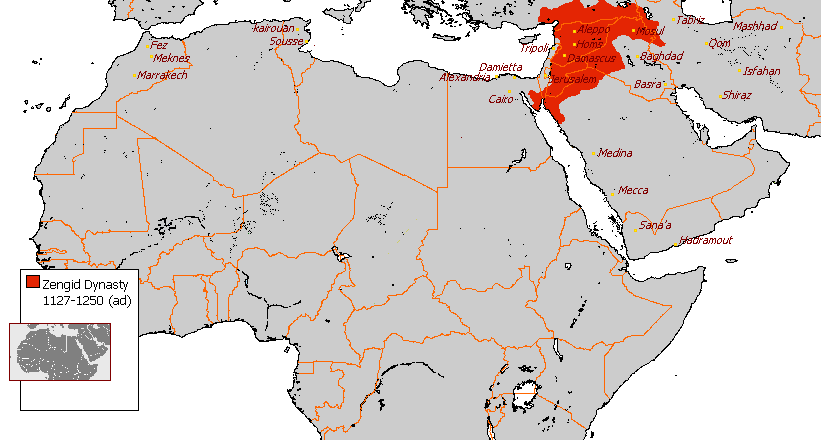
La Dinastia Zengide al momento della sua acme

Gli Zengidi  - furono una dinastia islamica di origine turco-selgiuchide, che governò gran parte dell'Iraq settentrionale e della Siria (allora facenti parte della regione definita Jazīra) nel corso del XII e XIII secolo sotto l'autorità (spesso teorica) dell'impero selgiuchide.

## Storia

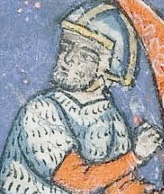
Norandino raffigurato in un capolettera tratto da un codice miniato.

La dinastia fu costituita da ʿImād al-Dīn Zengi, Atabeg (di fatto governatore) selgiuchide di Mossul nel 1127. 
Egli divenne rapidamente il più potente capo turcomanno nella Jazīra, impadronendosi di Aleppo (strappata ai bellicosi emiri Artuqidi nel 1128) e della Contea di Edessa (presa ai Crociati nel 1144). 
Quest'ultima impresa rese Zengi un eroe agli occhi dei musulmani del mondo islamico vicino-orientale ma egli cadde assassinato da un suo schiavo appena due anni più tardi, nel 1146.
Alla morte di Zengi, i suoi territori furono divisi tra i due figli: a Sayf al-Dīn Ghāzi, il primogenito, spettò Mawṣil e a Nūr al-Dīn b. Zāngī (Norandino) andò Aleppo. Norandino allora, avendo stretto alleanze con i sultanati vicini e avendo sotto di sé un vasto esercito, si diresse contro i regni d'Outremer, combatté contro Luigi VII di Francia la seconda crociata e lo sconfisse nel 1149.
Tra il 1149 e il 1150 sconfisse e uccise i suoi due nemici crociati principali, i cui territori confinavano con Aleppo: Raimondo di Antiochia e Joscelin II di Edessa e annetté al suo dominio anche Damasco nel 1153, governata dall'Emiro Muʿīn al-Dīn Unur, che in precedenza aveva stretto alleanze sia con Norandino sia con il Regno di Gerusalemme. Norandino divenne sultano di un regno molto vasto ma non attaccò mai Gerusalemme, e Antiochia rimase in mano crociata, seppur privata delle sue terre. Negli anni successivi Norandino si interessò all'Egitto, dominato dall'X secolo dei Fatimidi e si avvalse dei servigi di Ṣalāḥ al-Dīn Yūsuf ibn Ayyūb (Saladino per i cronisti crociati), che dopo aver dichiarato estinta la dinastia fatimide, rimasta senza eredi al trono, divenne egli stesso Sultano, pur sottoposto ancora a Norandino, ma di fatto agendo quasi come un sovrano indipendente.
Norandino si preparava ad invadere l'Egitto e strapparne il controllo al suo sottoposto Saladino quando inaspettatamente morì nel 1174. Si pensa che Saladino fosse implicato nella sua morte, ma non esiste alcuna prova in merito. Suo figlio e successore al-Malik al-Ṣāliḥ Ismāʿīl era solo un fanciullo, e fu obbligato dal suo tutore a rifugiarsi ad Aleppo, che governerà tramite il suo atabeg fino al 1181, quando sarà assassinato appena diciottenne. Saladino prese Aleppo due anni dopo, mettendo fine al dominio zengide in Siria.
Emiri zengidi continuarono a governare il nord dell'Iraq fino al XIII secolo, tenendo di fatto Mosul fino al 1234 e, solo nominalmente, fino al 1250.

## Atabeg zengidi

### Atabeg zengidi di Mosul
- Imad al-Din Zengi I 1127-1146
- Sayf al-Din Ghazi I 1146-1149
- Qutb al-Din Mawdud 1149-1170
- Sayf al-Din Ghazi II 1170-1180
- Izz al-Din Mas'ud I 1180-1193
- Nur al-Din Arslan Shah I 1193-1211
- Izz al-Din Mas'ud II 1211-1218
- Nur al-Din Arslan Shah II 1218-1219
- Nasir al-Din Mahmud 1219-1234
- Badr al-Din Lu'Lu' 1234-1259

### Atabeg zengidi di Aleppo
- Imad al-Din Zengi I 1128-1146
- Nur al-Din Mahmud 1146-1174
- al-Malik al-Salih Isma'il 1174-1181
- Imad al-Din Zengi II 1181-1183

### Atabeg zengidi di Damasco
- Nur al-Din Mahmud 1154-1174
- al-Malik al-Salih Isma'il 1174

### Atabeg zengidi di Sinjar (Iraq settentrionale)
- 'Imad al-Din Zenji II 1171-1197
- Qutb al-Din Muhammad 1197-1219
- Imad al-Din Shahanshah 1219-1220
- Jalal al-Din Mahmud 1219-1220
- Fath al-Din Umar 1219-1220

### Atabeg zengidi della Ǧazīra (Siria e Iraq settentrionali)
- Mu'izz al-Din Sanjar Shah 1180-1208
- Mu'izz al-Din Mahmud 1208-1241
- Mahmud al-Malik al-Zahir 1241-1250